# Ligne de tramway 510/3
Pour les articles homonymes, voir Ligne 510.
Ne doit pas être confondu avec Ligne de tramway 510/1 ou Ligne de tramway 510/2.
La ligne 510/3 est une ancienne ligne du tramway vicinal de Poix de la Société nationale des chemins de fer vicinaux (SNCV) qui reliait Bouillon à Pussemange entre 1907 et 1955.

## Histoire
31 octobre 1907 : mise en service entre la station vicinale de Bouillon et Corbion Village; exploitation par la société Renkin de Marloie (Renkin); traction vapeur; capital n°135.
1907 : cession de l'exploitation à la SA du Chemin de fer vicinal Saint-Hubert - Bouillon et extensions (HB).
1920 : reprise de l'exploitation par la SNCV.
15 octobre 1924 : prolongement de Corbion à Sugny.
1er mai 1925 : prolongement de Sugny à la station de Pussemange.
16 juillet 1955 : suppression du service voyageurs.
1er juin 1960 : suppression du transport de marchandises.

## Infrastructure

### Voies et tracé
D'une longueur de 22,363 km, la ligne épousait assez fidèlement le tracé de la route de Bouillon vers Corbion et Sugny (actuelles N810 et D777, anciennes N44 et N77ter), dont elle ne s'écartait guère qu'entre la station de Corbion et la jonction vers Sedan. Elle quittait la station de Bouillon par un tunnel percé sous la crête Saint-Pierre, descendait vers la Semois qu'elle franchissait par le pont de France et s'enfonçait dans le tunnel sous le château avant de monter en accotement vers Corbion. Peu après Corbion, la voie faisait une incursion en France et la ligne vers Sedan s'en détachait à gauche. Le territoire belge était retrouvé peu avant le village de Sugny. De Sugny à Pussemange, le trajet se faisait pour partie en site propre et pour partie en accotement de voiries locales.

### Dépôts et stations
- D : dépôt ;
- S : station ;
- Sf : si la station sert de gare frontalière ;
- Sp : si la station est établie dans un bâtiment privé le plus souvent un café ou plus rarement une habitation privée.

| Illustration | Nom        | Type | Commune    | Province   | Localisation                | État                            | Remarques                                                                                     |
| ------------ | ---------- | ---- | ---------- | ---------- | --------------------------- | ------------------------------- | --------------------------------------------------------------------------------------------- |
|              | Bouillon   | DS   | Bouillon   | Luxembourg | 49° 47′ 27″ N, 5° 04′ 06″ E | Hors service, en partie démoli. |                                                                                               |
|              | Corbion    | DSf  | Corbion    | Luxembourg | 49° 47′ 43″ N, 5° 00′ 30″ E | Démolie.                        |                                                                                               |
|              | Pussemange | DSf  | Pussemange | Namur      | 49° 48′ 37″ N, 4° 52′ 15″ E | Hors service.                   | La gare et le dépôt sont distants de quelque 200 mètres du fait de la morphologie du terrain. |